# منوچهر زیاری
فلک المعالی ابومنصور منوچهر بن قابوس زیاری پنجمین فرمانروای آل زیار بود که میان سال‌های ۴۰۳ تا ۴۲۰ هجری قمری بر گرگان، طبرستان، قومس و گیلان حکومت می‌کرد. منوچهر پسر قابوس بن وشمگیر بود، که پیش‌تر قلمروش را از دست داده بود و سال‌ها در دربار سامانیان در خراسان می‌زیست. منوچهر در این دوره، مدتی در ارتش مجدالدوله دیلمی به سر برد و حتی در یکی از نبردها علیه پدرش شرکت داشت. پس از این که قابوس موفق شد به حکومت بازگردد، منوچهر را به حکومت گیلان گمارد. قابوس در اواخر عمر بدگمان شده و بسیاری از اطرافیان خود را به قتل می‌رساند، به همین خاطر چند تن از سردارانش او را به قتل رساندند و از منوچهر دعوت کردند که حکومت را بپذیرد. منوچهر پس از پذیرش امارت زیاری، قاتلان اصلی پدر را دستگیر کرده و قصاص کرد.
منوچهر زیاری نخستین امیر از این دودمان است که حکومت مستقل نداشت. او در همان ابتدای امارتش مطیع سلطان محمود غزنوی شد و با دختر او ازدواج کرد. بدین ترتیب منوچهر و جانشینان او مجبور به پرداخت باج‌های سالیانه به درگاه سلطان شدند و از این پس دودمان زیاری وارد دوران افول خود شد و به تدریج قدرت پیشین خود را از دست داد. منوچهر در دوران نسبتاً طولانی خود جنگ قابل توجهی انجام نداد و هیچگاه با لشکریان خود از قلمروش خارج نشد، گرچه به مخالفان شورشی علیه آل بویه کمک‌های نظامی می‌کرد.
منوچهر در ابتدای حکومت به مذهب زیدیه توجه داشت و ارتباطاتی با شیعیان گیلان برقرار کرد. سلطان محمود غزنوی پس از فتح ری، احتمالاً به خاطر حمایت منوچهر از شیعیان، به قلمرو او دست‌اندازی کرد و منوچهر را وادار نمود مبالغی را برای در امان ماندن از حمله سلطان بپردازد. منوچهر نسبت به قابوس، به ادیبان و شعرا توجه کمتر داشت و ادبای دربار زیاری در این دوره به درگاه غزنوی کوچ کردند.

## منبع‌شناسی
در مورد زیاریان غالباً با مشکل کمبود منابع مواجه هستیم. هیچ کتاب تاریخی وجود ندارد که مختص به شرح وقایع امیر یا امیران زیاری باشد. به‌طور کلی زیاریان از دید مورخان برکنار ماندند و اطلاعات معدودی از رخدادها، نبردها و حتی امیران متأخر آن وجود دارد. با این حال در تاریخ‌های عمومی و دیگر منابع معاصر با آل زیار، گاه اطلاعات ارزشمندی دربارهٔ امیران این دودمان وجود دارد ولی همین منابع هم چون توسط مورخانی نوشته شده‌اند که کارگزار خلفا یا سلاطین معاصر بوده‌اند، ممکن است دارای غرض‌ورزی‌هایی باشند. همچنین تاریخ‌های محلی شمال ایران گرچه معاصر با منوچهر زیاری نبودند، لیکن مطالب مفیدی دربردارند. از جمله منابع عمومی مذکور می‌توان به تجارب‌الامم اثر ابن مسکویه (م ۴۲۱)، تاریخ بیهقی اثر محمد بیهقی (م ۴۷۰)، الکامل اثر ابن اثیر (م ۶۳۰)، العبر اثر ابن خلدون (م ۸۰۶)، حبیب‌السیر اثر خواندمیر (م ۹۴۳) و… اشاره کرد:

## پیش‌زمینه

نقشهٔ حکومت‌های منطقه آسیای مرکزی و غربی، پیش از برآمدن غزنویان

### ماجرای قتل قابوس

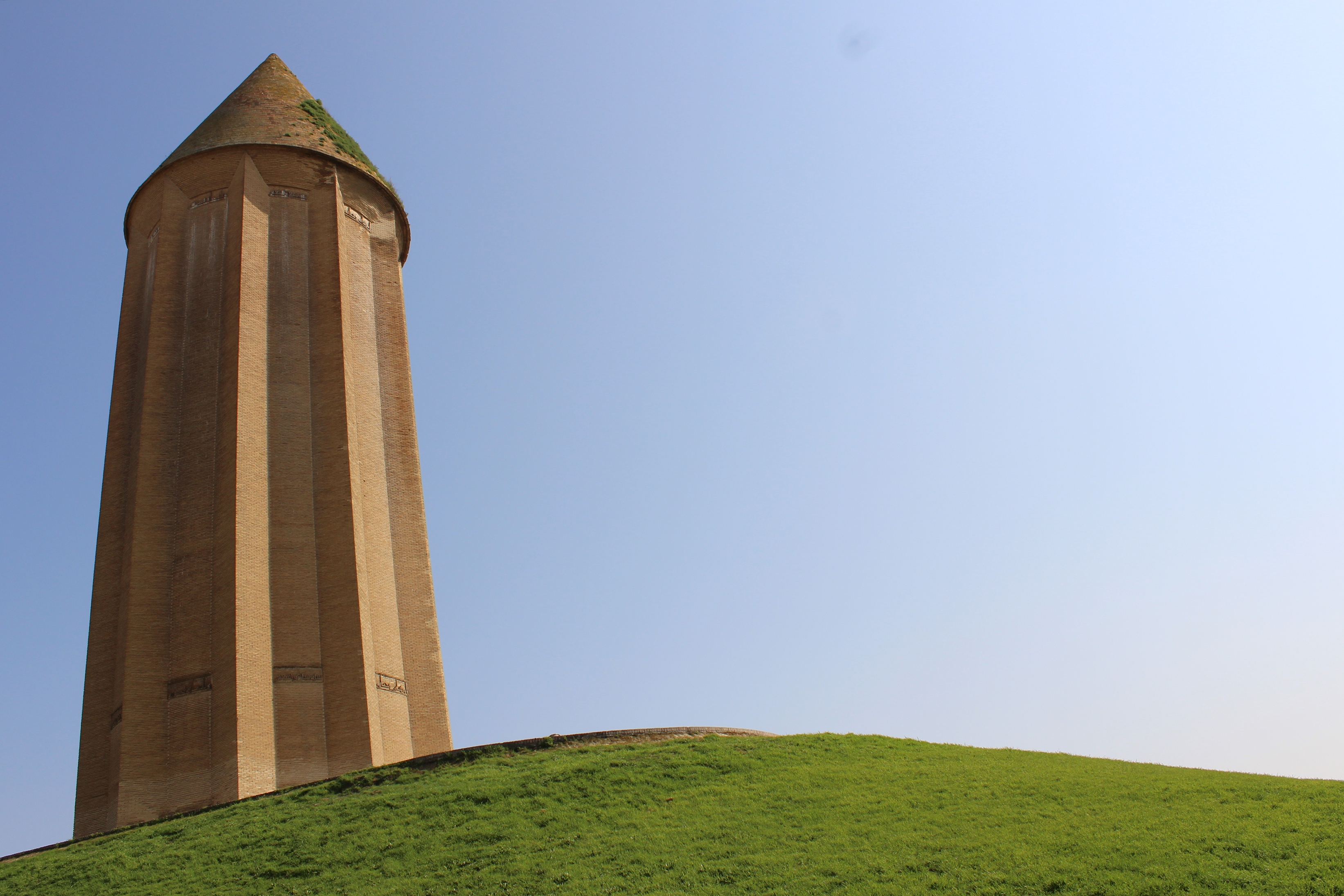
برج گنبد قابوس در شهرستان گنبد کاووس کنونی (گرگان قدیم)، مقبرهٔ قابوس بن وشمگیر زیاری است.

### رقابت با بوییان

قلمرو زیاریان در زمان فلک‌المعالی منوچهر شامل جرجان، طبرستان، قومس و دیلم می‌شد

## سیاست مذهبی

سکه‌ای از دوران فلک‌المعالی منوچهر، به وزن ۴٫۳۵ گرم و ضرب شده در استرآباد، به سال ۴۰۵ هجری.

## مسائل فرهنگی

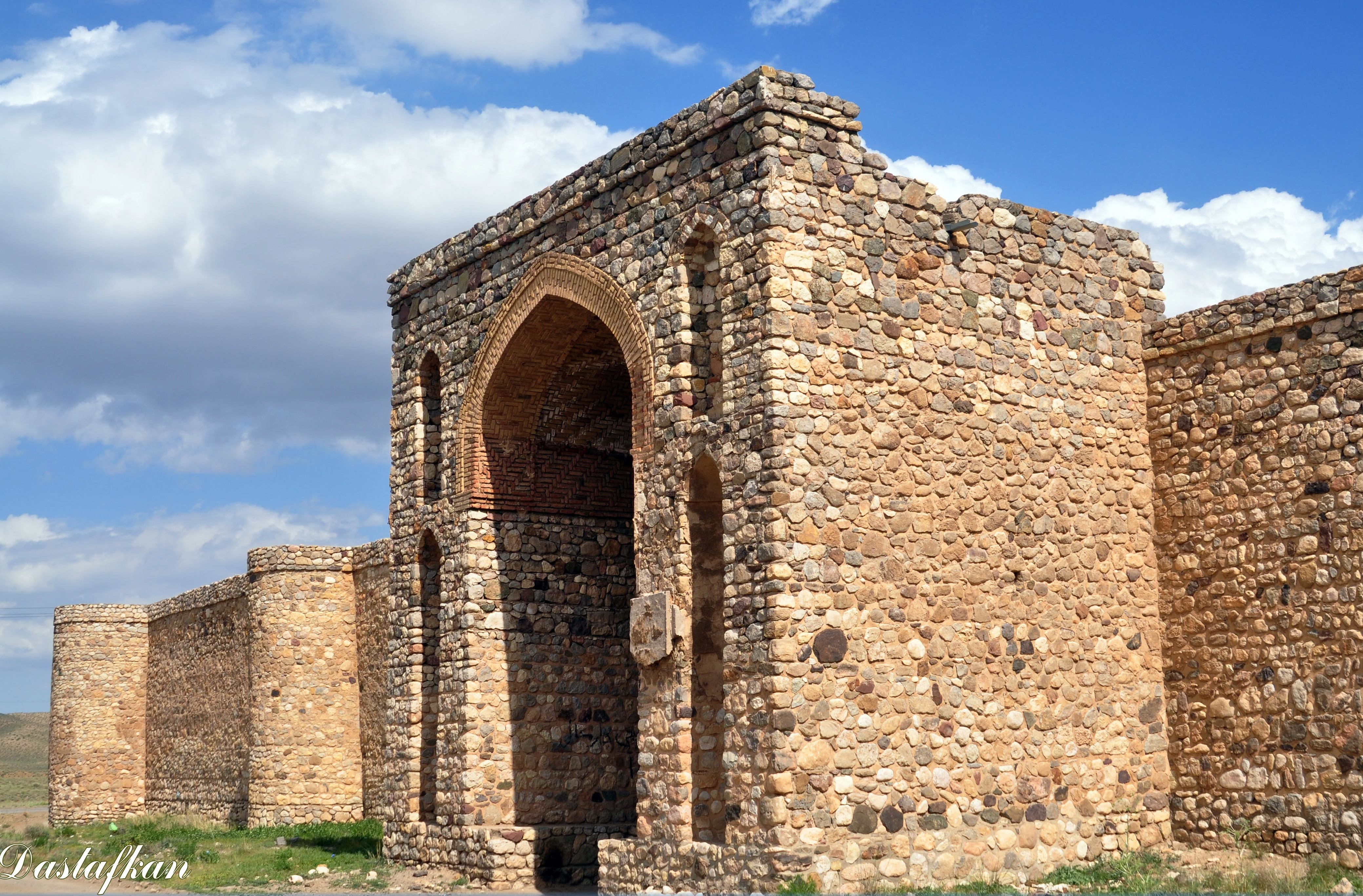
کاروانسرای سنگی آهوان، مابین شهرهای سمنان و دامغان، که به نظر پروفسور هرتسفلد وشرودر در زمان حکومت منوچهر زیاری بنا نهاده شده است